# Eotetraodon
Eotetraodon es un género extinto de peces actinopterigios prehistóricos. Fue descrito por Tyler en 1980.
Vivió en Italia y Rusia.